# Mistrzostwa ibero-amerykańskie w lekkoatletyce
Mistrzostwa ibero-amerykańskie w lekkoatletyce – zawody lekkoatletyczne rozgrywane obecnie co dwa lata, których pierwsza edycja odbyła się w roku 1983.
W mistrzostwach startują kraje hiszpańsko i portugalskojęzyczne z Europy, Ameryki i Afryki. Protoplastą imprezy były rozegrane w 1960 i 1962 igrzyska ibero-amerykańskie.
W 1990 i 2006 w mistrzostwach nie wzięli udziału zawodnicy kubańscy, a w 1996 Hiszpanie.

## Edycje
| Edycja    | Gospodarz      | Stadion                            | Data               |
| --------- | -------------- | ---------------------------------- | ------------------ |
| 1960      | Santiago       | Estadio Nacional                   | 11–16 października |
| 1962      | Madryt         | Estadio de Vallehermoso            | 7–12 października  |
| 1963-1982 | nie rozgrywano |                                    |                    |
| 1983      | Barcelona      | Estadi Municipal Joan Serrahima    | 23–25 września     |
| 1986      | Hawana         | Estadio Pedro Marrero              | 27–27 września     |
| 1988      | Meksyk         | Estadio Olímpico Universitario     | 22–24 lipca        |
| 1990      | Manaus         | Vila Olímpica                      | 14–16 września     |
| 1992      | Sewilla        | Estadio Olimpico                   | 17–19 lipca        |
| 1994      | Mar del Plata  | Estadio Municipal Teodoro Bronzini | 27–30 października |
| 1996      | Medellín       | Estadio Alfonso Galvis Duque       | 29–30 maja         |
| 1998      | Lizbona        | Estádio Universitário de Lisboa    | 17–19 lipca        |
| 2000      | Rio de Janeiro | Celio de Barros                    | 20–21 maja         |
| 2002      | Gwatemala      | Estadio Cementos Progreso          | 11–12 maja         |
| 2004      | Huelva         | Estadio Iberoamericano             | 7–8 sierpnia       |
| 2006      | Ponce          | Estadio Francisco Montaner         | 26–28 maja         |
| 2008      | Iquique        | Estadio Tierra de Campeones        | 13–15 czerwca      |
| 2010      | San Fernando   | Estadio Bahía Sur                  | 4–6 czerwca        |
| 2012      | Barquisimeto   | Polideportivo Máximo Viloria       | 8–10 maja          |
| 2014      | São Paulo      | Estádio Ícaro de Castro Melo       | 1–3 sierpnia       |
| 2016      | Rio de Janeiro | Estádio Nilton Santos              | 14–16 maja         |
| 2018      | Trujillo       | Estadio Chan Chan                  | 24–26 sierpnia     |
| 2022      | La Nucia       | Estadi Olímpic Camilo Cano         | 20-22 maja         |
| 2024      | Cuiabá         | Centro de Treinamento Olímpico     | 10-12 maja         |